# Netflix Animation
Netflix Animation é um estúdio de animação estadunidense subsidiária da Netflix. O estúdio produz e desenvolve principalmente programas de televisão e longas-metragens.

## História
Quando a Netflix começou a produzir conteúdo original de animação em 2013, todos eles eram produzidos por empresas terceirizadas, principalmente a DreamWorks Animation Television. No entanto, em novembro de 2018, foi anunciado que a Netflix estava desenvolvendo internamente projetos de animação originais, incluindo Klaus e Kid Cosmic.
Em abril de 2022, Phil Rynda foi demitido do estúdio, após uma série de lutas corporativas e mudanças estratégicas dentro da Netflix, tendo vários projetos sendo cancelados como resultado. Várias pessoas no estúdio saíram em favor de trabalhar no Cartoon Network Studios, Nickelodeon Animation Studio, Disney Television Animation, Amazon e Apple TV+, entre outros estúdios. O chefe de animação para adultos, Mike Moon, sairia mais tarde para abrir uma nova marca, Moonlight sob Illumination.
Com a intenção da empresa de adquirir o estúdio australiano de animação/efeitos visuais Animal Logic em julho de 2022, Melissa Cobb deixou o cargo de vice-presidente de animação cinematográfica enquanto ainda estava no quadro como produtora, com Karen Toliver como sua substituta.
Em setembro de 2022, a Netflix Animation demitiu 30 funcionários como parte do seu plano de reestruturação.

## Filmografia

### Longas-Metragens
| Título                               | Data de Estreia        | Diretor(es)                      | Coproduzido com                                                                           | Serviço(s) de Animação         | Notas |
| ------------------------------------ | ---------------------- | -------------------------------- | ----------------------------------------------------------------------------------------- | ------------------------------ | --- |
| Klaus                                | 19 de Novembro de 2019 | Sergio Pablos                    | Sergio Pablos Animation Studios Atresmedia Cine                                           | Yowza! Animation               | Primeiro longa-metragem Direitos autorais de Sergio Pablos                                                                   |
| The Willoughbys                      | 22 de Abril de 2022    | Kris Pearn                       | Bron Animation Creative Wealth Media                                                      | Bron Animation                 | Baseado no romance homônimo de Lois Lowry.                                                                                   |
| Over the Moon                        | 23 de Outubro de 2020  | Glen Keane                       | Pearl Studio Dentsu International Glen Keane Productions                                  | Sony Pictures Imageworks       | |
| Arlo the Alligator Boy               | 16 de Abril de 2021    | Ryan Crego                       | —                                                                                         | Prequela da série I Heart Arlo | |
| America: The Motion Picture          | 30 de Junho de 2021    | Matt Thompson                    | Lord Miller Productions Free Association Floyd County Productions Jittery Dog Productions | Combo Estúdio                  | |
| Back to the Outback                  | 10 de Dezembro de 2021 | Clare Knight Harry Cripps        | Weed Road Pictures                                                                        | Reel FX Creative Studios       | |
| Apollo 10 1⁄2: A Space Age Childhood | 1 de Abril de 2021     | Richard Linklater                | Minnow Mountain Submarine Deluxe                                                          | —                              | |
| The Sea Beast                        | 8 de Julho de 2022     | Chris Williams                   | —                                                                                         | Sony Pictures Imageworks       | |
| Wendell & Wild                       | 28 de Outubro de 2022  | Henry Selick                     | Monkeypaw Productions Gotham Group                                                        | —                              | Baseado em um livro inédito de Henry Selick e Clay McLeod Chapman.                                                           |
| My Father's Dragon                   | 11 de Dezembro de 2022 | Nora Twomey                      | Cartoon Saloon Mockingbird Pictures Parallel Films                                        | Cartoon Saloon                 | Baseado no romance homônimo de Ruth Stiles Gannett                                                                           |
| Guillermo del Toro's Pinocchio       | 9 de Dezmebro de 2022  | Guillermo del ToroMark Gustafson | The Jim Henson CompanyShadowMachine Double Dare You Productions                           | —                              | Baseado no romance italiano de 1883, As Aventuras de Pinóquio, de Carlo Collodi e no design da edição de Gris Grimly de 2002 |

### Televisão
| #  | Título                               | Criador(es)/Shorunner(s)                         | Temporadas/Episódios                 | Tempo de execução | Premiére                | Finale                 | Coproduzido com                                                                  | Notas |
| -- | ------------------------------------ | ------------------------------------------------ | ------------------------------------ | ----------------- | ----------------------- | ---------------------- | -------------------------------------------------------------------------------- | --- |
| 1  | The Midnight Gospel                  | Pendleton WardDuncan Trussell                    | 1 temporada, 8 episódios             | 20–36 min.        | 20 de Abril de 2020     | 20 de Abril de 2020    | Titmouse, Inc.                                                                   | Primeira série de televisão Cancelado |
| 2  | Trash Truck                          | Max Keane                                        | 2 temporadas, 28 episódios           | 10–17 min.        | 10 de Novembro de 2020  | 4 de Maio de 2021      | Glen Keane Productions                                                           | Encerrada |
| 3  | Kid Cosmic                           | Craig McCracken                                  | 3 temporadas, 24 episódios           | 17–25 min.        | 2 de Fevereiro de 2021  | 3 de Fevereiro de 2021 | CMCC Cartoons                                                                    | Encerrada |
| 4  | City of Ghosts                       | Elizabeth Ito                                    | 1 temporada, 16 episódios            | 18–20 min.        | 5 de março de 2021      | 5 de março de 2021     | TeamTO                                                                           | Cancelada |
| 5  | We the People                        | Chris Nee                                        | 1 temporada, 10 episódios            | 4–5 min.          | 4 de Julho de 2021      | 4 de Julho de 2021     | Higher Ground Productions Khalabo Ink Society Laughing Wild                      | Encerrada |
| 6  | Ridley Jones                         | Chris Nee                                        | 4 temporadas, 20 episódios           | 27–28 min.        | 13 de Julho de 2021     | presente               | Brown Bag Films Laughing Wild                                                    | Em andamento |
| 7  | Centaurworld                         | Megan Nicole Dong                                | 2 temporadas, 18 episódios           | 25–73 min.        | 30 de Julho de 2021     | 7 de Dezembro de 2021  | Sketchshark Productions                                                          | Encerrada |
| 8  | I Heart Arlo                         | Ryan Crego                                       | 1 temporada, 19 episódios            | 14–25 min.        | 27 de Agosto de 2021    | 27 de Agosto de 2021   | Titmouse, Inc.                                                                   | Continuação do filme Arlo the Alligator Boy; Encerrada                                                                                     |
| 9  | Ada Twist, Scientist                 | Kerri Grant                                      | 3 temporadas, 20 episódios           | 29 min.           | 28 de Setembro de 2021  | present                | Laughing Wild Brown Bag Films Wonder Worldwide Higher Ground Productions         | Em andamento |
| 10 | A Tale Dark & Grimm                  | Simon Otto Doug Langdale                         | 1 temporada, 10 episódios            | 27–30 min.        | 8 de Outubro de 2021    | 8 de Outubro de 2021   | Boat Rocker Studios Novo Media Group Astro-Nomical Entertainment                 | Baseado na série de livros infantis homônimo de Adam Gidwitz                                                                               |
| 11 | Karma's World                        | Chris Bridges                                    | 4 temporadas, 40 episódios           | 13 min.           | 15 de Outubro de 2021   | presente               | Brown Bag Films Creative Affairs Group Karma's World Entertainment               | Em andamento |
| 12 | Inside Job                           | Shion Takeuchi                                   | 1 temporada (2 partes), 18 episódios | 26-31 min.        | 22 de Outubro de 2021   | 18 de Novembro de 2022 | Taco Gucci                                                                       | Serviços de animação da Jam Filled Entertainment Cancelado 7 meses após ser renovado, logo após a saída de Mike Moon da Netflix Animation. |
| 13 | Dogs in Space                        | Jeremiah Cortez                                  | 2 temporadas, 20 episódios           | 20-25 min.        | 18 de Novembro de 2021  | presente               | GrizzlyJerr Productions                                                          | Serviços de animação da Atomic Cartoons Em Andamento                                                                                       |
| 14 | The Cuphead Show!                    | Dave Wasson                                      | 3 temporadas, 36 episódios           | 11-31 min.        | 18 de Fevereiro de 2022 | presente               | King Features EntertainmentStudio MDHR                                           | Baseado no videogame de 2017, Cuphead |
| 15 | Battle Kitty                         | Matt Layzell Paul Layzell                        | 1 temporada, 9 episódios             | 22-54 min.        | 19 de Abril de 2022     | presente               | Choice Provisions Higher Ground Productions Laughing Wild                        | Baseado na história em quadrinhos web, As Aventuras de Kitty e Orc; série animada interativa                                               |
| 16 | Samurai Rabbit: The Usagi Chronicles | Doug Langdale Candie Kelty Langdale              | 2 temporadas, 20 episódios           | 24–26 min.        | 28 de Abril de 2022     | presente               | Gaumont Animation Atomic Monster Productions Dark Horse Entertainment            | Vagamente baseado na série de quadrinhos Usagi Yojimbo de Stan Sakai; Em andamento                                                         |
| 17 | Dead End: Paranormal Park            | Hamish Steele                                    | 2 temporadas, 20 episódios           | 25-31 min.        | 22 de Junho de 2016     | 22 de Outubro de 2013  | Blink Industries                                                                 | Baseado nas histórias em quadrinhos DeadEndia de Hamich Steele; cancelada                                                                  |
| 18 | Farzar                               | Roger Black Waco O'Guin                          | 1 temporada, 10 episódios            | 25-29 min.        | 15 de Julho de 2022     | presente               | Bento Box EntertainmentDamn! Show Productions Odenkirk Provissiero Entertainment | Em andamento |
| 19 | Super Giant Robot Brothers           | Víctor Maldonado Alfredo Torres                  | 1 temporada, 10 episódios            | 24-27 min.        | 4 de Agosto de 2022     | presente               | Reel FX Creative StudiosAssemblage Entertainment                                 | Em andamento |
| 20 | Oddballs                             | James Rallison Ethan Banville                    | 1 temporada, 12 episódios            | 17-20 min.        | 7 de Outubro de 2022    | presente               | Atomic Cartoons                                                                  | Em andamento |
| 21 | Spirit Rangers                       | Karissa Valencia                                 | 1 temporada, 10 episódios            | 20-23 min.        | 10 de Outubro de 2022   | presente               | Laughing Wild and Superprod Animation                                            | Em andamento |
| 22 | Daniel Spellbound                    | Matt Fernandes                                   | 1 temporada, 10 episódios            | 22–26 min         | 27 de Outubro de 2022   | presente               | Boat Rocker Studios Industrial Brothers                                          | A 2ª temporada deve estrear em 26 de janeiro de 2023                                                                                       |
| 23 | Dragon Age: Absolution               | Mairghread Scoot                                 | 1 temporada, 6 episódios             | 25-27 min.        | 9 de Dezembro de 2022   | presente               | BiowareRed Dog Culture House                                                     | Baseado na franquia de video game Dragon Age da BioWare                                                                                    |
| 24 | Sonic Prime                          | Joe CaseyJoe KellyDuncan RouleauSteven T. Seagle | 1 temporada, 8 episódios             | 21-43 min.        | 15 de Dezembro de 2022  | presente               | Sega of AmericaWildBrain Studios Man of Action Entertainment                     | Baseado na franquia de video game Sonic the Hedgehog da Sega; Renovada                                                                     |